# Susan Huntington Gilbert Dickinson

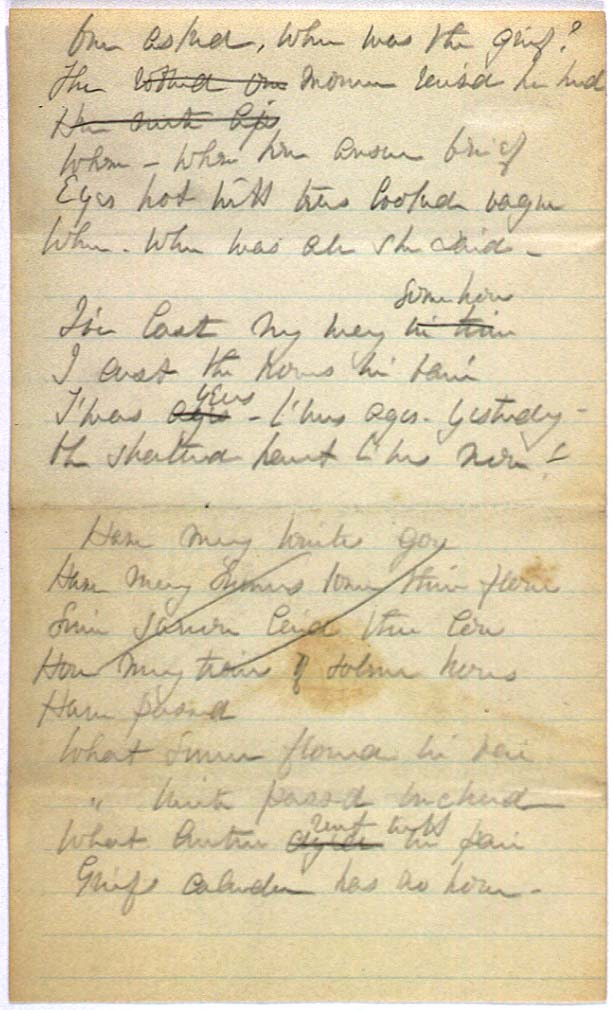
Rękopis wiersza „One asked, when was the grief?” napisanego przez Susan Huntington Gilbert-Dickinson prawdopodobnie po śmierci syna.

Susan Huntington Gilbert-Dickinson (ur. 19 grudnia 1830 w Deerfield, zm. 12 maja 1913) – poetka amerykańska, prywatnie bratowa Emily Dickinson.

## Życiorys
Była córką Thomasa i Harriet Arms Gilbertów. Miała sześcioro starszego rodzeństwa. Wraz z siostrami byłą wychowywana w Genevie w stanie Nowy Jork przez ciotkę, Sophię van Vranken. W wieku 16 lat uczęszczała do Amherst College. Potem przez rok studiowała na Utica Female Academy w Nowym Jorku. Następnie wróciła do Amherst, gdzie pozostała do końca życia, nie licząc podróży do Europy. W 1850 poznała Austina Dickinsona, brata Emily. W 1853 w Dzień Dziękczynienia młodzi ogłosili swoje zaręczyny. Pobrali się w 1856, zamieszkali obok domu rodzinnego Dickinsonów w posiadłości nazwanej The Evergreens.
Mieli trójkę dzieci, Edwarda (ur. 1861), Martę (ur. 1866) i Thomasa Gilberta (1875). Ten ostatni zmarł w wieku ośmiu lat na gorączkę tyfoidalną w 1883 roku, także przed śmiercią matki w 1898 roku zmarł pierwszy syn Susan – Edward (Ned).

### Przyjaźń z Emily Dickinson
Susan przyjaźniła się z Emily Dickinson, pozostawały w ścisłym kontakcie przez 40 lat. Emily nazywała Susan „Dollie” i opisywała ją jako „słoneczną lawinę [Avalanche of Sun]” lub „oddech Gibraltaru [a breath from Gibraltar]”.
Po śmierci Emily Susan zajęła się m.in. przygotowaniem ciała przyjaciółki do pogrzebu, ubierając je i ozdabiając kwiatami symbolizującymi wierność (fiołki i cypripedium) i poświęcenie (heliotrop).

## Twórczość
Susan Dickinson pisała wiersze liryczne, opowiadania i eseje. Napisała również wspomnienie o Emily Dickinson, wydrukowane w Springfield Republican 18 maja 1886 oraz wykorzystane w przedmowie do drugiego tomu poezji Dickinson, który ukazał się w 1891 r.
Lista jej wierszy obejmuje m.in.:
- „One asked, when was the grief?”
- „I’m waiting but she comes not back”
- „The Sun always kept low”
- “The days when smiles over tears will prevail”
- „Death with his white fingers”
- „There are the autumn days of the Spring”
- “Hyssop”
- “Amor”
- “Of June, and her belongings”
- “Irony” (lub: “Crushed before the Moth”)
- “Minstrel of the passing days”
- “Valentines Day”
- „Love’s Reckoning”